# جيريمي مور (لاعب كرة قاعدة)
جيريمي مور (بالإنجليزية: Jeremy Moore)‏ هو لاعب كرة قاعدة أمريكي، ولد في 29 يونيو 1987 في شريفبورت في الولايات المتحدة.

## وصلات خارجية
- جيريمي مور على موقع دوري كرة القاعدة الرئيسي (الإنجليزية)
- جيريمي مور على موقعبيزبول رفرنس.كوم (الدوري الرئيسي) (الإنجليزية)
- جيريمي مور على موقعبيزبول رفرنس.كوم (الدوري الثانوي) (الإنجليزية)
- جيريمي مور على موقع مشجعي الرسوم البيانية (الإنجليزية)